# Rosa serafinii
Rosa serafinii — вид рослин з родини трояндових (Rosaceae).

## Опис
Це кущ 0.3–1 метра заввишки, досить нещільний. Колючки рясні, двох форм, переважно гачкові або дугоподібні. Листки містять 5–7 невеликих листочків, широко еліптичних, з вузькими, глибокими зубцями, низ слабо залозистий. Квітки рожеві, дрібні, поодинокі. Квітконіжки короткі, гладкі, безволосі. Чашолистки короткі, без залози на спині. Плоди дрібні

## Поширення
Вид зростає на Корсиці, Франція, в Італії (вкл. Сардинія, Сицилія).

## Галерея

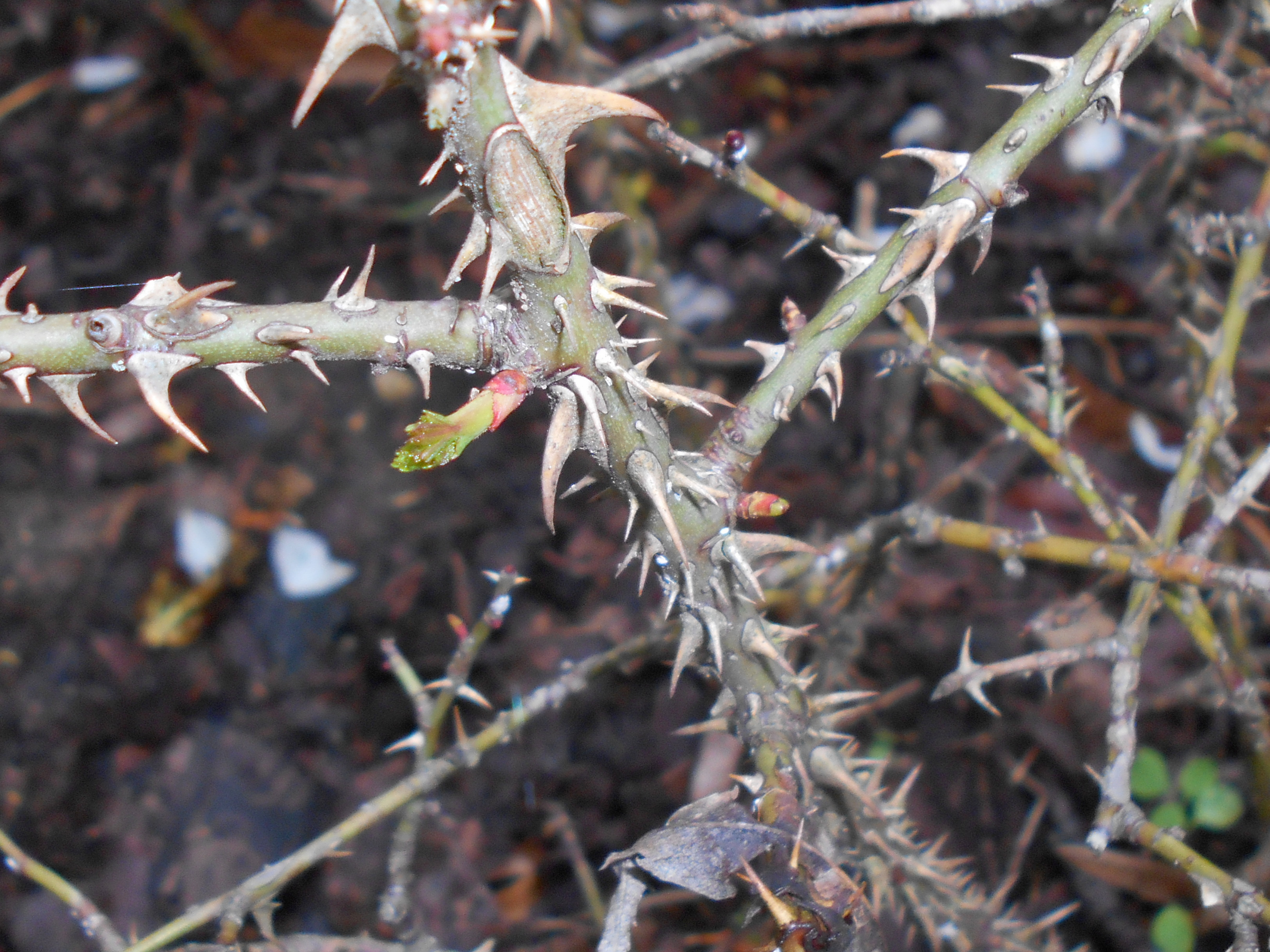
стебло із шипами
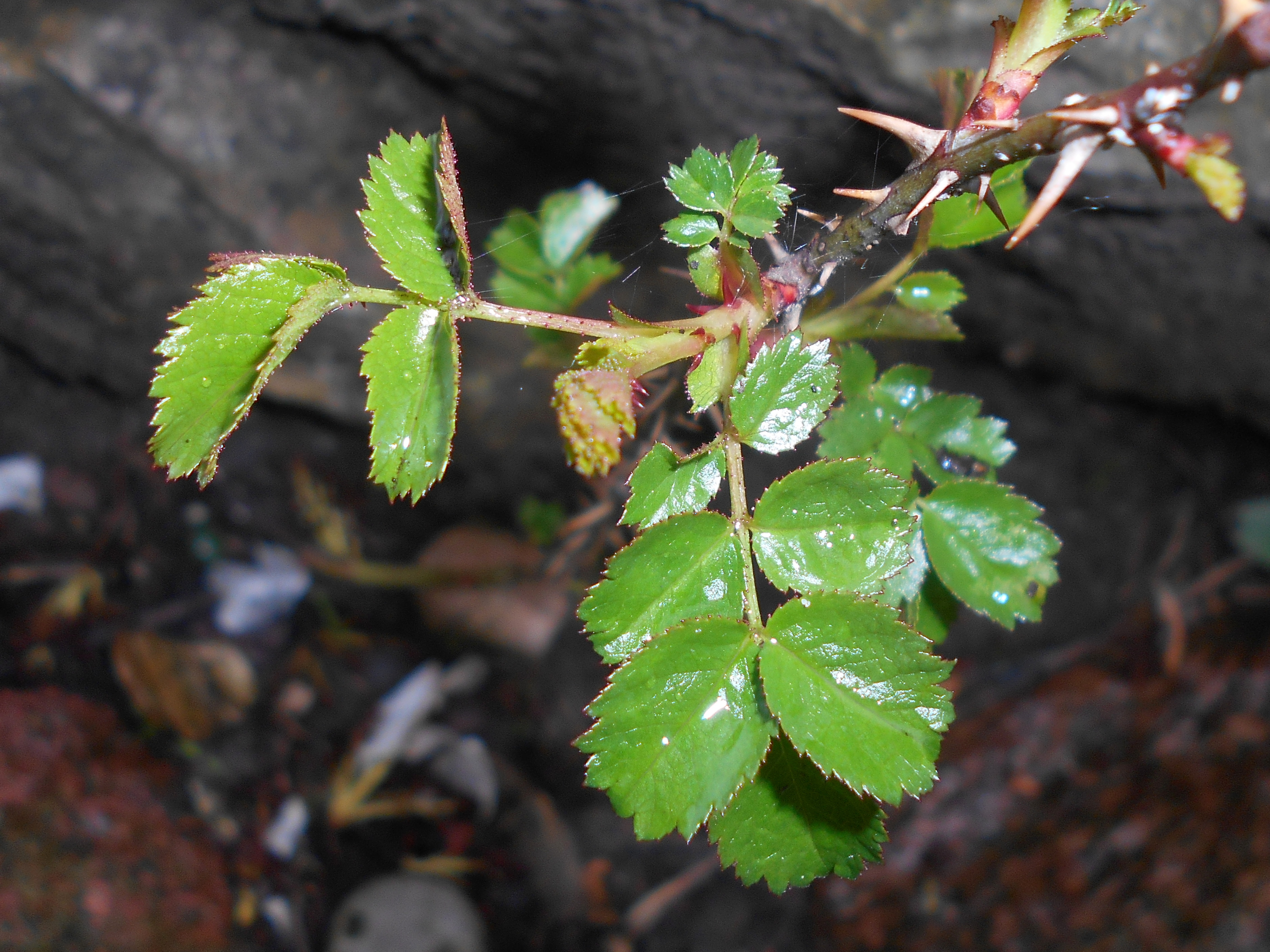
листя
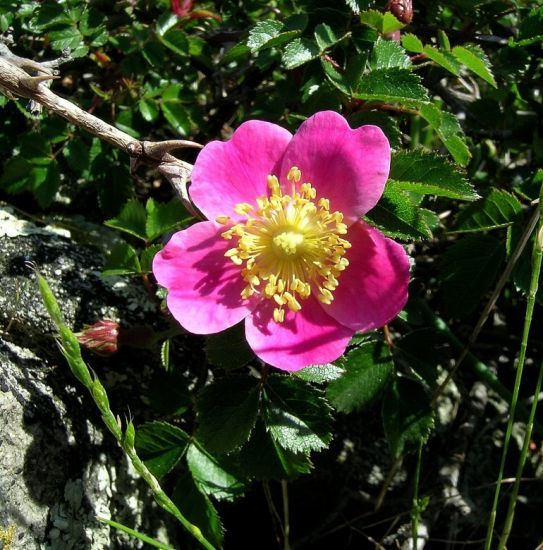
квітка